# Tonderova vila
Tonderova vila je rodinný dům zbudovaný v letech 1905–06 pro pražského advokáta Ferdinanda Tondera v městečku Sankt Gilgen na břehu jezera Wolfgangsee.

## Historie
Právník a mecenáš Ferdinand Tonder se osobně znal s architektem Janem Kotěrou, který pro něj v letech 1901–02 navrhoval v pražském bytě tzv. orientální salon. Zřejmě na základě této známosti oslovil Tonder Kotěru se zakázkou na architektonický návrh letní vily na břehu jezera. Stavba pak byla budována v letech 1905–06.
Ve vile proběhlo několik stavebních zásahů (zvětšení oken, půdní vestavba, nový komín, odstranění části hrázdění...), přesto si ale do současnosti uchovala původní charakter.

## Architektura
Design stavby je inspirován anglickým venkovským domem, podobně jako Trmalova vila v Praze. Budova stojí na téměř čtvercovém půdorysu a kvůli podmáčenému podloží musela být založena na sloupech. Komunikační osu domu tvoří centrální schodišťová hala, kolem níž jsou v přízemí umístěny jídelna s kuchyní a hudební salón, v patře pak ložnice členů rodiny, malá jídelna a lodžie. V podkroví potom byly situovány pokoje pro hosty a služebnictvo.